# NGC 2152
NGC 2152 é uma galáxia espiral barrada (SBa) localizada na direcção da constelação de Pictor. Possui uma declinação de -50° 44' 27" e uma ascensão recta de 6 horas, 00 minutos e 55,0 segundos.
A galáxia NGC 2152 foi descoberta em 28 de Dezembro de 1834 por John Herschel.